# 徳政一揆
徳政一揆（とくせいいっき）は、土一揆の一種。徳政令の要求目的。
室町時代、1428年の正長の土一揆をはじめに多発した。このとき勢いが衰えるまでに時間がかかった。「徳政一揆」とつくものでは嘉吉の徳政一揆が有名。原因として、凶作、伝染病、過疎、将軍の不信任など様々。また一揆に参加する人は馬借や問屋や問丸など。